# Babakan Asih
Babakan Asih is een bestuurslaag in het regentschap Kota Bandung van de provincie West-Java, Indonesië. Babakan Asih telt 15.609 inwoners (volkstelling 2010).